# Мунчел (Салаж)
Мунчел (рум. Muncel) насеље је у Румунији у округу Салаж у општини Кристолц. Oпштина се налази на надморској висини од 413 m.

## Становништво
Према подацима из 2002. године у насељу је живело 222 становника, од којих су сви румунске националности.